# Somlói galuska

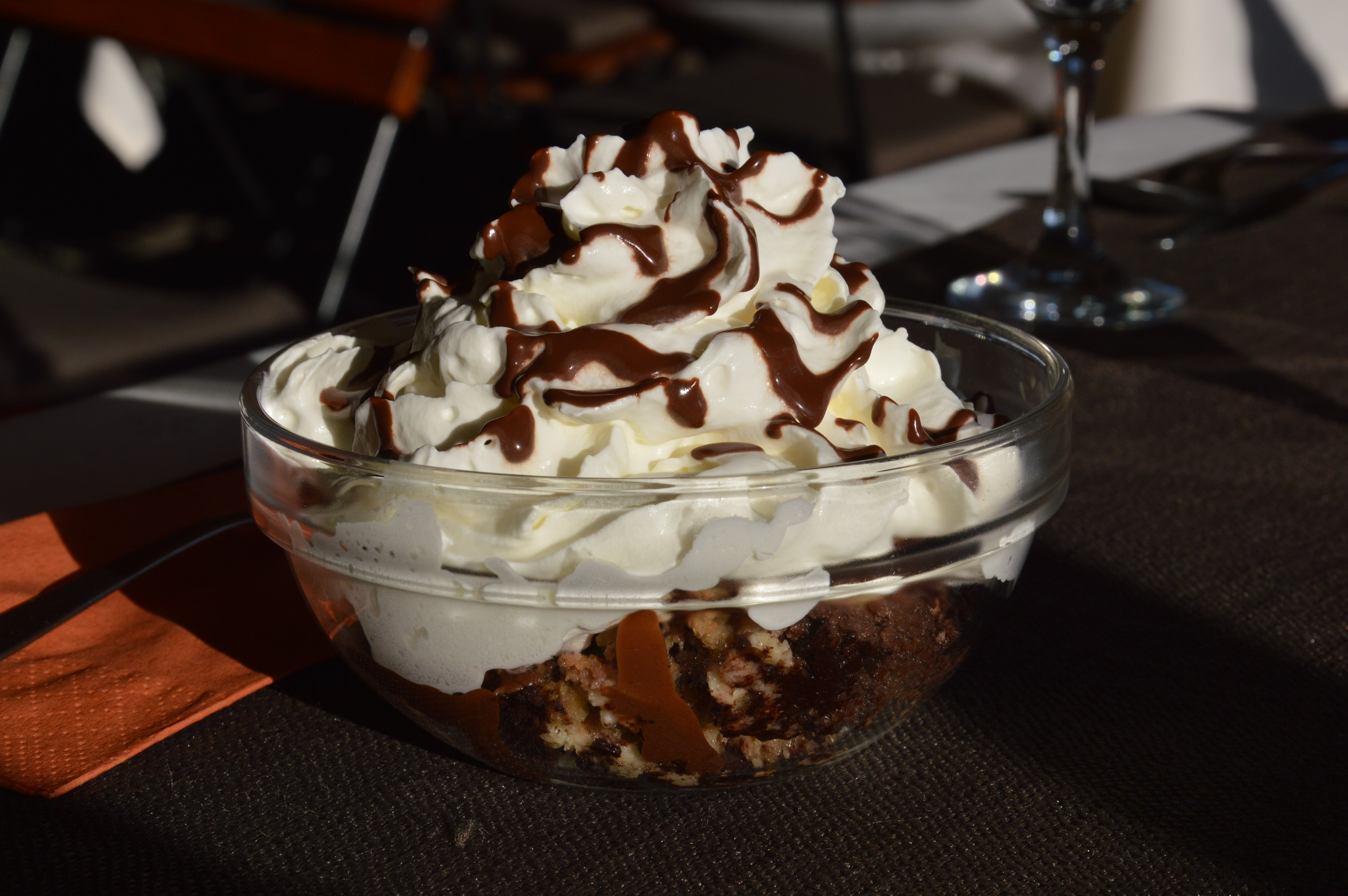
„Magyarország kedvenc süteménye” a Somlói galuska

A somlói galuska (németül: Schomlauer Nockerl) a magyar cukrászat egyik legismertebb készítménye. Piskótatésztából készül csokoládéöntettel és tejszínhab díszítéssel. Az 1950-es évek végén a Gundel étterem legendás főpincére, Gollerits Károly újításként adta be a somlói galuskát. Gollerits 16 évig volt a Gundel étterem vezető főpincére, a megvalósítás azonban Szőcs József Béla cukrászmester érdeme volt, aki a Gerbeaud cukrászdában töltött tanulóévek után került a Gundelbe. Az új desszerttel az 1958-as brüsszeli világkiállításon nagy sikerrel és szakmai díj elnyerésével szerepelt. A nevet is ő adta a süteménynek, méghozzá a fóti Somlyó nevű 288 méter magas dombról, amely a Gödöllői-dombság legnyugatibb nyúlványa, amelynek lábánál évtizedek óta élt a közeli Kisalag városrészben, ahol később a saját cukrászdája is működött. Somlói azért lett a neve, mert Brüsszelben valaki véletlenül lehagyta az ipszilont a díjnyertes somlyói-galuska desszert nevéből, így végül somlói-galuska névvel került a gasztronómiába.

## Receptje
A somlói galuskának számos receptje, változata létezik, csak a tésztájához felhasználhatnak piskótatésztát, frissen sütöttet vagy készen kaphatót, babapiskótát, de még muffint is. Az eredeti receptleírás háromféle piskótát ír elő: sima, kakaós és diós piskótát. Ezért az alább leírt recept a somlói galuska egyik alapváltozatát ismerteti. A hozzávalók 10–12 adagra szólnak, mert eléggé munkaigényes az édesség elkészítése, ezért ennél kisebb mennyiséget nem érdemes készíteni.
- Elkészítése

## Érdekesség

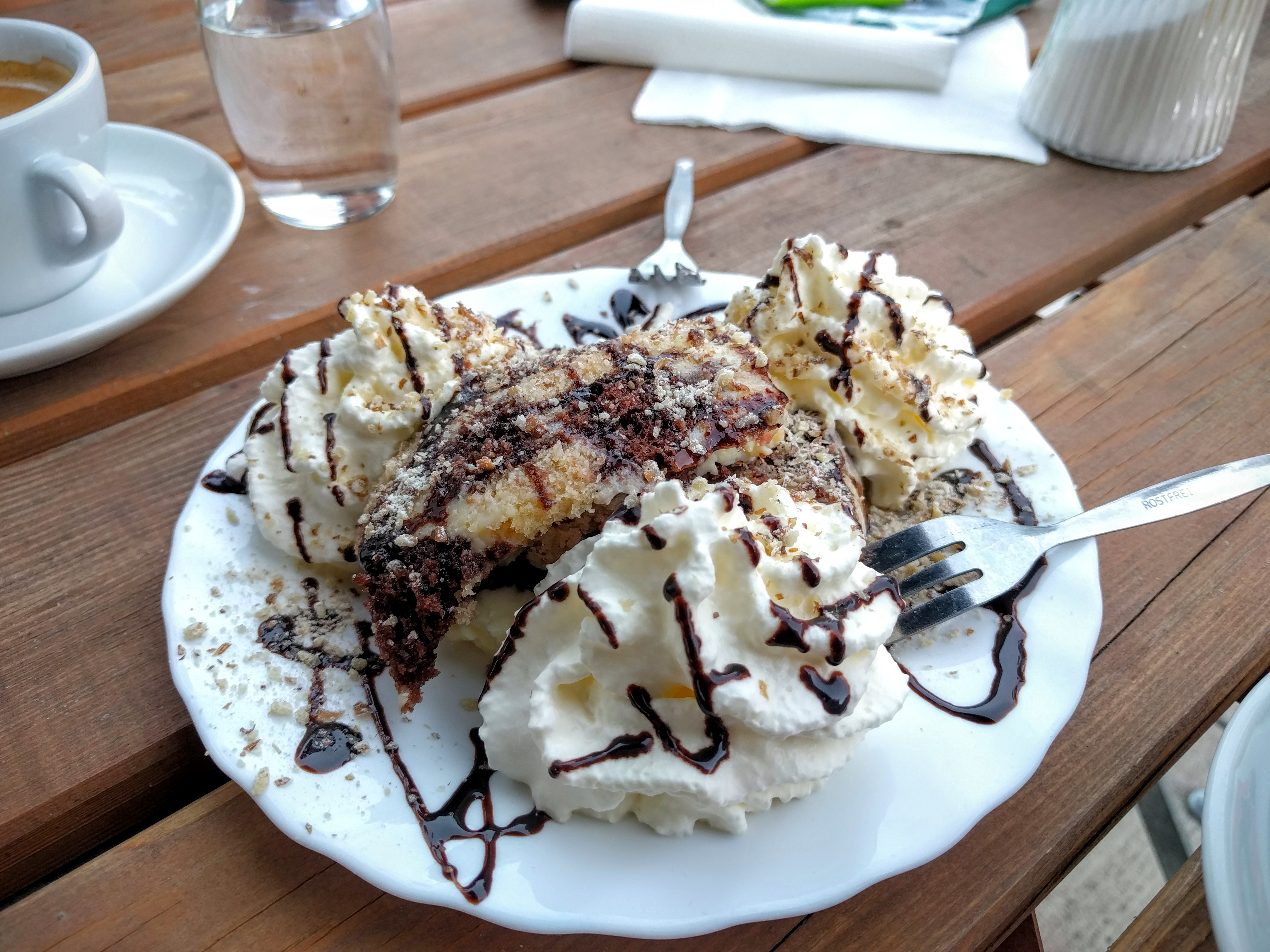
Somlói galuska tányéron

2010-ben egy internetes szavazáson „Magyarország kedvenc süteménye” lett.
2017. május 27-én, a fóti városi gyereknap, főző- és futóverseny keretében megdöntötték a korábbi somlói galuska rekordot. A legnagyobb somlói galuskát Botos Ákos, a Botos Vendéglő szakácsa készítette el, természetesen sok más közreműködő segítségével. A 7 és fél négyzetméternyi somlói galuska elkészítéséhez körülbelül 1200 tojást, 110 liter tejszínt, 70 liter tejet és mintegy 200 kilogramm cukrot használtak fel. A rekordot a Magyar Rekord Egyesület hitelesítette és vette nyilvántartásba. A korábbi, négyezer adagos rekordot Racsits Erhart budapesti mestercukrász állította fel 2004-ben.